# 韓擇
韩择，字从善，奉元路（今陕西省西安市）人，元朝政治人物。
韩择天资超群，笃信儒学不惑，他教授学者，即使对中年以上的人，也必使他们从《小学》等书开始学习。有人怀疑超过年龄会勤苦难成，他说：“人不知学，即使年老还是童心，童蒙所当知，年老却不知，可以吗？”韩择尤其精通礼学，有向他提问的说，口中讲述手中比划毫无倦容。士大夫做官经过秦中，必去见韩择，都有收获而回。忽必烈曾经召他赴京，得病，于是没有成行。他去世时，门人为他穿丧服緦麻的有百余人。